# Nationales Filmmuseum Turin

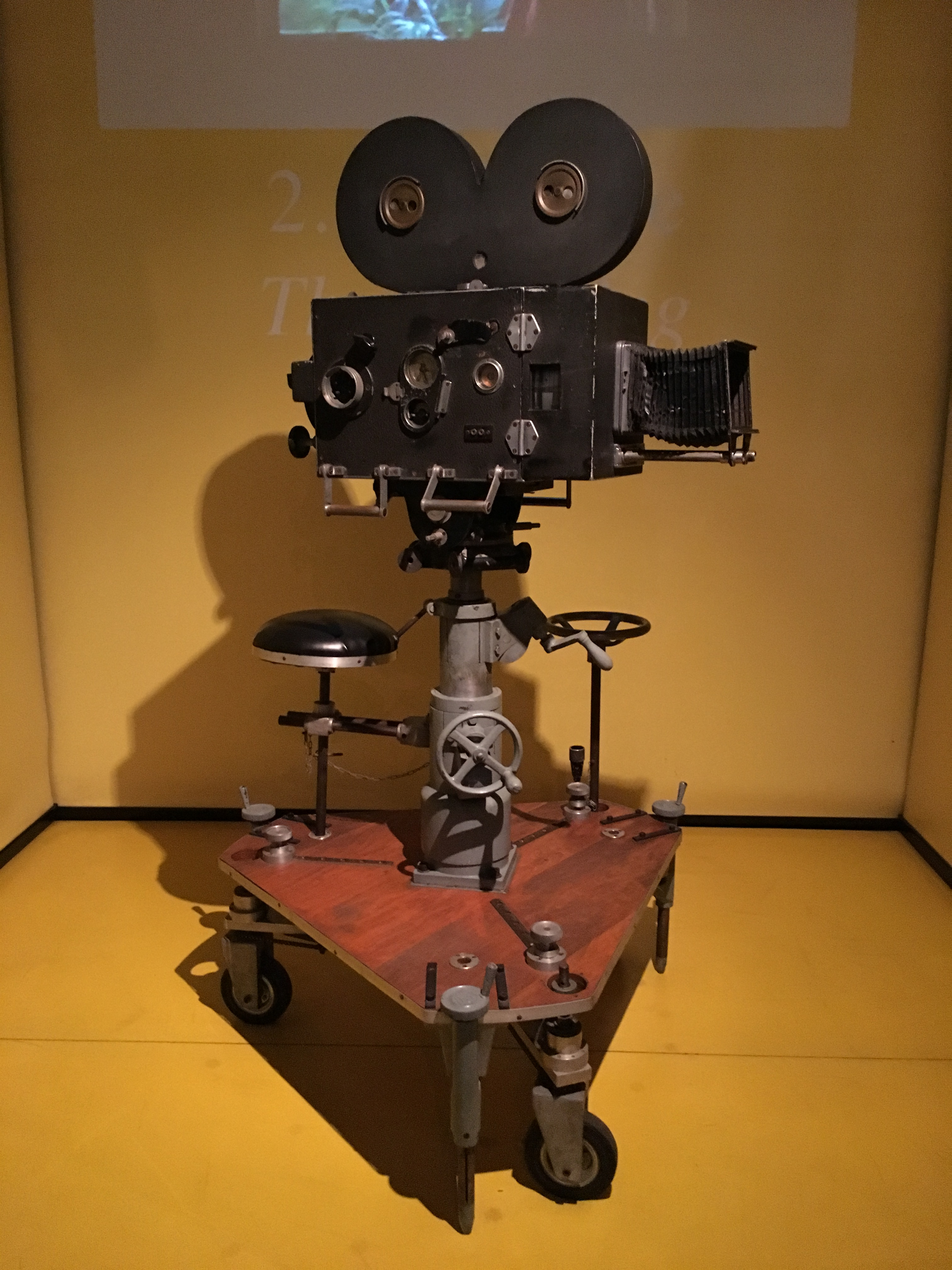
35-mm-Filmkamera der 1930er Jahre

Das Nationale Filmmuseum Turin (italienisch Museo Nazionale del Cinema Torino) ist ein Filmmuseum in Turin (Italien).
Turin war als früherer Sitz des italienischen Königshauses und durch das Entstehen der Automobilindustrie (Fiat) eine reiche Stadt. So entstanden hier die ersten Filmproduktionsfirmen Italiens wie Itala Film oder Ambrosio.
Das Museum ist in der Mole Antonelliana untergebracht.
Erste Ideen zur Gründung eines italienischen Filmmuseums Mitte des 20. Jahrhunderts stammen von der Geschichts- und Filmwissenschaftlerin Maria Adriana Prolo (1901–1991).
Das Nationale Filmmuseum war von 1958 bis 1985 im Palazzo Chiablese untergebracht. Die Eröffnung am heutigen Standort erfolgte im Sommer 2000.
Das Museum steigt spiralförmig über mehrere Ausstellungsebenen auf und zeichnet die Geschichte des Kinos von den Anfängen bis zur Gegenwart nach. Kulissen, Projektionen und Lichteffekte, die durch eine Ausstellung von Fotografien, Skizzen, Plakaten und Gegenständen aus der Zeit bereichert werden, ermöglichen es den Besucherinnen, die hinter der Kamera verborgenen Geheimnisse und die Etappen bis zur Projektion eines Films aus erster Hand zu entdecken. Das Museum umfasst und veranschaulicht die gesamte Geschichte des Kinos in einem interaktiven Rundgang: vom Schattentheater und den ersten faszinierenden Laternae Magicae, die die Vorgeschichte der „siebten Kunst“ bildeten, bis hin zu den spektakulärsten Spezialeffekten von heute.